# Äli Äsädov
Äli Hidayat oğlu Äsädov, född 30 november 1956 i Baku, Azerbajdzjanska SSR, Sovjetunionen, är en azerbajdzjansk ekonom och politiker. Han är Azerbajdzjans premiärminister sedan den 8 oktober 2019.

## Uppväxt
Äli Äsädov föddes den 30 november 1956 i Baku. Hans far var en framstående ekonom och hans mor var en lärare. Äsädov studerade ekonomi vid Azerbajdzjans statliga ekonomiska universitet och avslutade sina studier med utmärkelse. Han fortsatte sedan sin utbildning vid Moskvas statliga universitet, där han avlade en doktorsexamen i ekonomi.

## Karriär
Äsädov började sin karriär som ekonom och arbetade i olika statliga och privata organisationer. Han var aktiv inom Azerbajdzjans ekonomiska reformer och spelade en nyckelroll i landets övergång till en marknadsekonomi. Han har också varit involverad i utvecklingen av landets energisektor och har arbetat med internationella ekonomiska organisationer.
Äsädov blev utnämnd till Azerbajdzjans premiärminister den 8 oktober 2019. Han efterträdde Novruz Mammadov, som hade tjänstgjort som premiärminister sedan 2018. Äsädovs utnämning sågs som en del av en större regeringsombildning och en förnyelse av landets ledarskap.

## Politiska ställningstaganden
Äsädov är känd för sina ekonomiska reformer och sitt engagemang för att förbättra levnadsstandarden i Azerbajdzjan. Han har arbetat för att minska fattigdomen, förbättra utbildningssystemet och stärka landets ekonomiska tillväxt. Han har också varit en stark förespråkare för regionalt samarbete och har arbetat för att stärka Azerbajdzjans relationer med grannländerna.

## Privatliv
Äli Äsädov är gift och har barn. Han är känd för sin diskretion och håller sitt privatliv utanför offentligheten. Han är en aktiv medlem i Nya Azerbajdzjanpartiet och har varit en lojal stödjare av president Ilham Aliyev.

## Utmärkelser
Äsädov har mottagit flera utmärkelser och priser för sitt arbete inom ekonomi och politik. Han har blivit erkänd för sina bidrag till Azerbajdzjans ekonomiska utveckling och har mottagit flera nationella och internationella priser.